# Lavapiés
Lavapiés és el nom d'una plaça del centre de Madrid, Espanya. Ha donat nom també a un carrer i a una estació de metro, i a més és una zona del barri d'Embajadores. Aquesta zona no existeix com a entitat administrativa oficial i algunes fonts la descriuen com l'àrea compresa entre El Rastro, Tirso de Molina i el Museu Reina Sofía.

## Orígens

### El mite de Lavapiés com a antic call

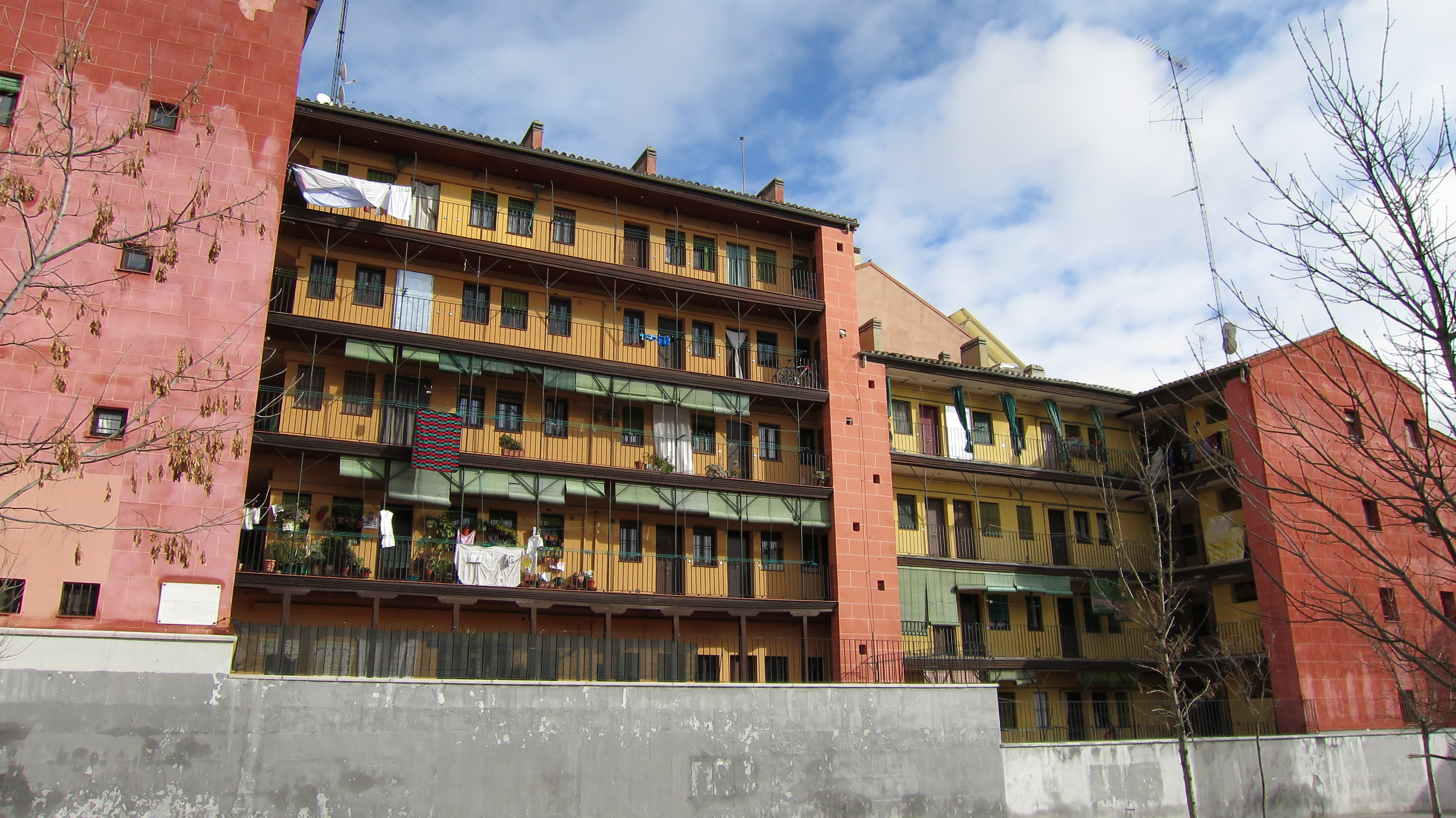
Corrala junt als carrers Tribulete i Mesón de Paredes

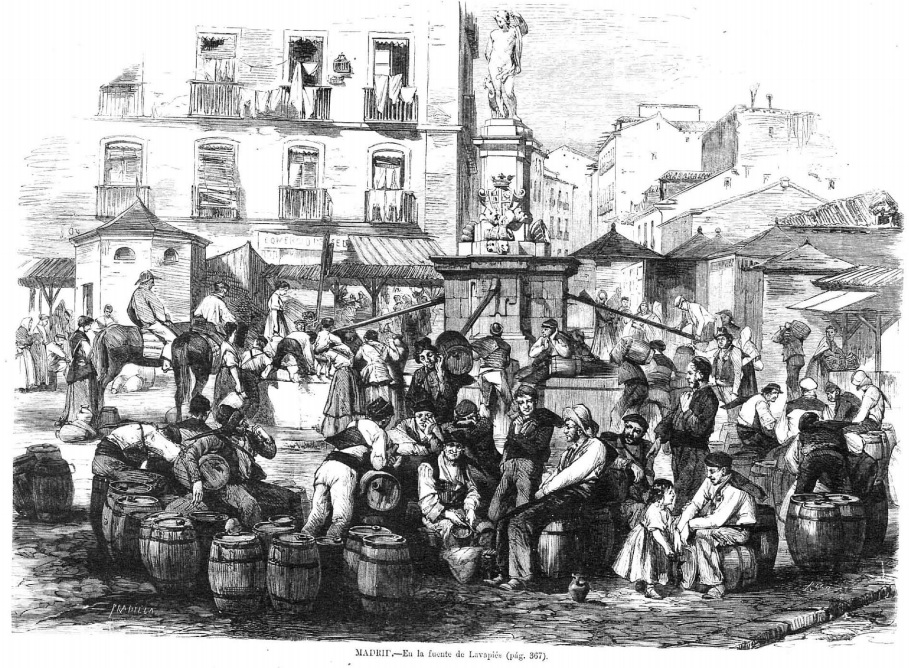
Font de Lavapiés, a La Ilustración Española y Americana.

Existeix el mite estès que Lavapiés va ser l'antic barri jueu de Madrid. Les fonts d'aquest mite semblen trobar-se en les obres del regionalisme tardà, predecessor del romanticisme nacionalista de finals de segle xix a Europa. Ja l'escriptor Ramón Mesonero Romanos, en la seva obra Escenas matritenses, adjudicava el naixement d'aquesta llegenda a l'escritor Ramón de la Cruz i la seva obra teatral Los bandos de Lavapiés. Aquesta teoria va ser recolzada per autors dels segles xviii i xix com Amador de los Ríos, Antonio de Capmany o Fidel Fita. Un autor més modern, Manuel Montero Vallejo, descriu aquestes teories de barri jueu com a «faules», al·legant l'escassa població de la zona, eminentment rural segons ell, durant l'Edat Mitjana, opinió que també subscriu Gonzalo Viñuales Ferreiro.
Són moltes les fonts que repeteixen dades que són certs per a altres ciutats d'Espanya (l'existència d'una muralla que tancava les seves portes al capvespre, per exemple), però no en el cas de Lavapiés, puix que no existia com a poblat durant l'edat mitjana. Cal tenir en compte que el Madrid medieval s'estenia poc més que pel que actualment és el palau Reial i la catedral de l'Almudena, molt lluny per tant de l'actual barri de Lavapiés (que durant el període medieval era camp de cultiu, sense habitar). Precisament, sota l'actual catedral, en les excavacions per instal·lar el futur Museu de les Col·leccions Reials, s'han trobat restes arqueològiques relacionades amb la, aquesta sí, antiga jueria.
Les esmentades fonts bibliogràfiques perpetuen la llegenda, citant-se entre si, sense aportar cap evidència objectiva o, directament, inventant dades com l'existència d'una hipotètica sinagoga al carrer San Lorenzo, un cementiri jueu al carrer Salitre. No obstant això, no hi ha cap prova arqueològica d'aquestes possibles històries d'origen popular. Un dels millors exemples és el suposat origen del topònim "lavapiés".

### Topònim

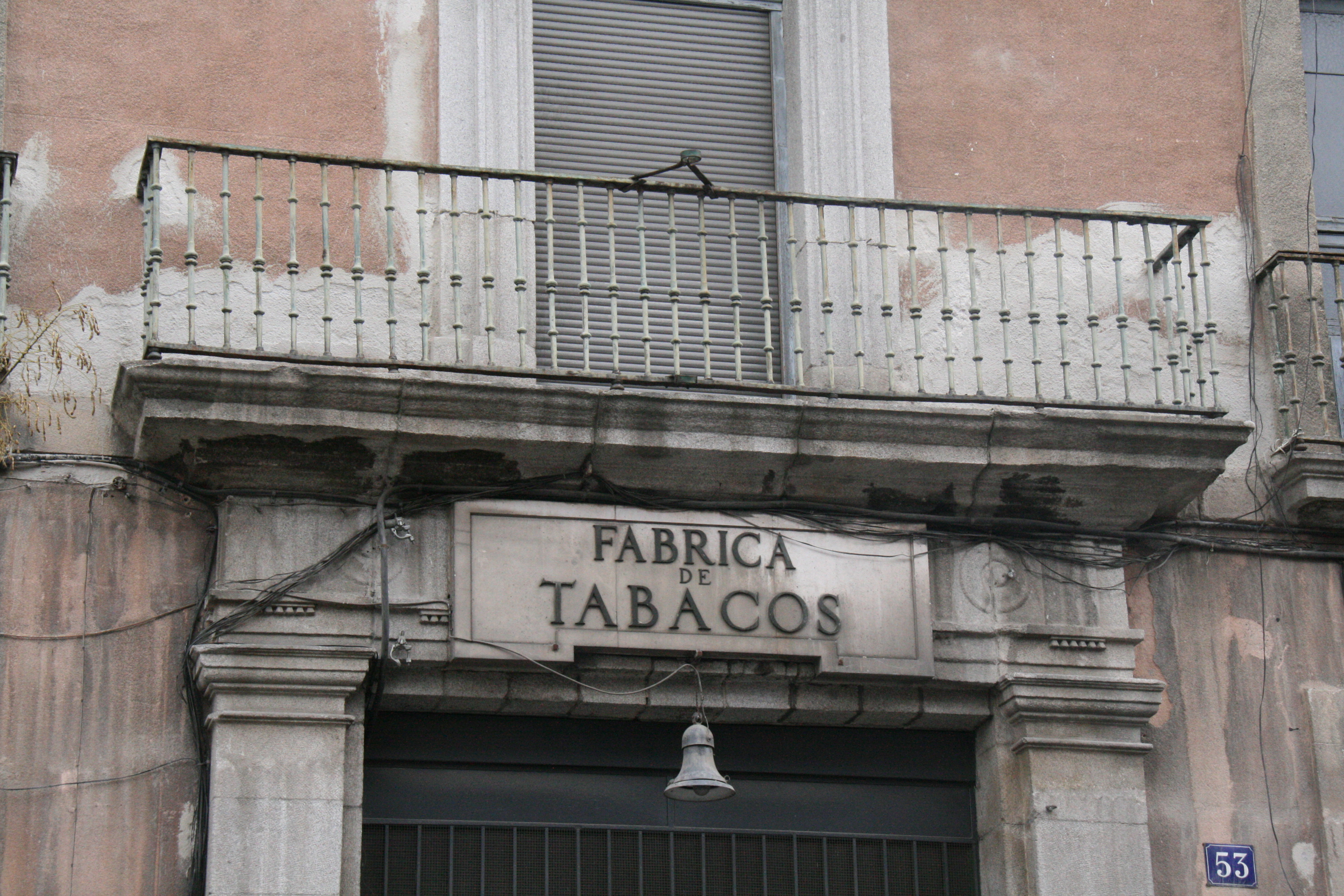
Detall de la façana de la Fábrica de Tabacos

Es diu que el nom de Lavapiés podria procedir d'una font que hi havia a la plaça, on es feia el rentat ritual dels peus abans d'acudir al temple jueu. Aquest cas és una evidència del substrat popular de la llegenda de l'origen jueu de Lavapiés, ja que els jueus no han de rentar-se els peus per entrar al temple (els que ho han de fer són els musulmans).
En qualsevol cas, sí que és cert que a la plaça va haver-hi una important font fins a finals del segle xix. Lavapiés és el nom original del barri: la denominació El Avapiés, antiga, és en realitat una ultracorrecció de Lavapiés, nom més antic que l'anterior.

### Origen reial

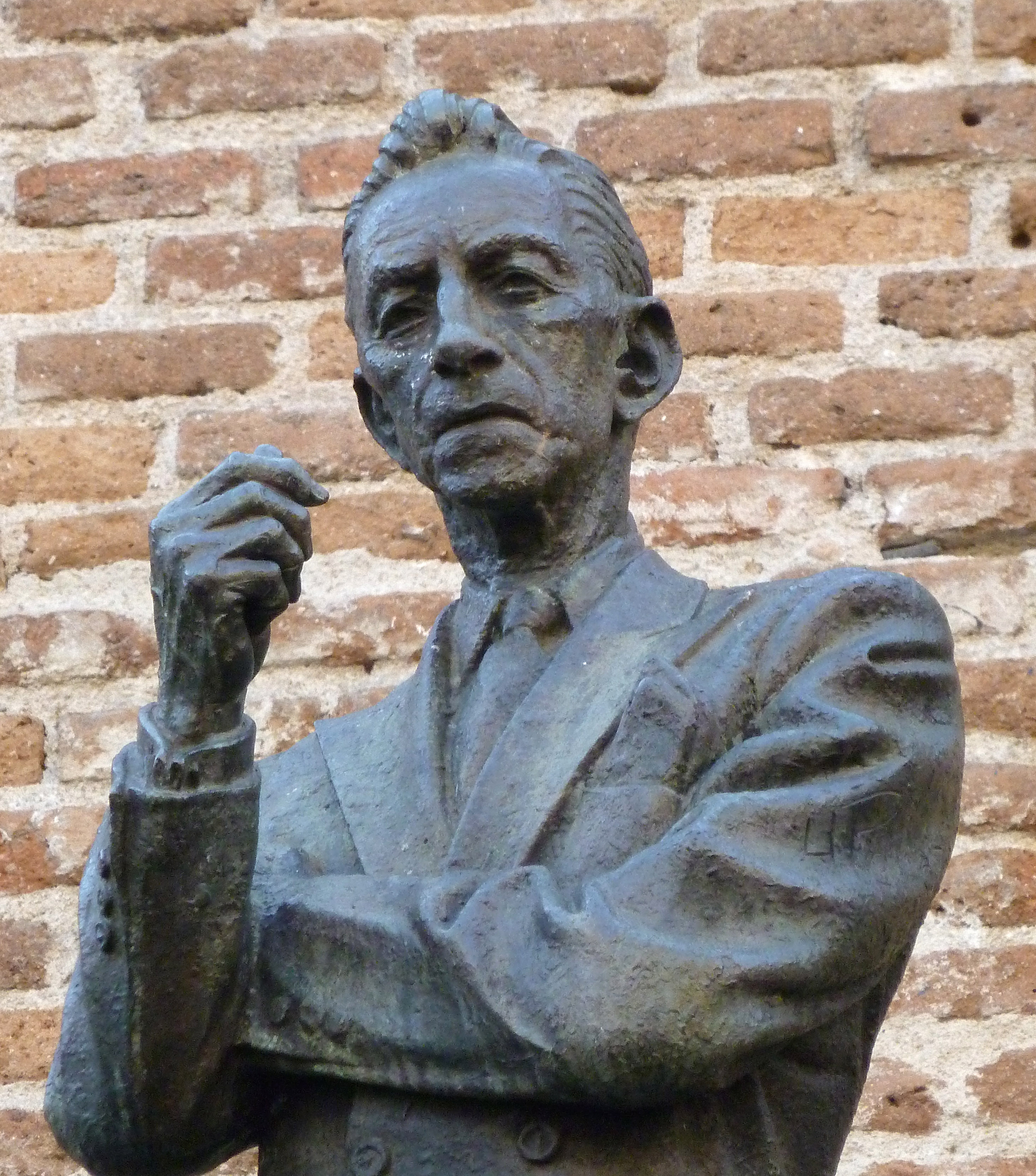
Monument a Agustín Lara

Els testimoniatges més antics sobre l'existència d'habitants en el que avui és el barri, basats en els documents de l'arxiu de l'Ajuntament de Madrid, diuen que l'origen del barri de Lavapiés estaria en els assentaments comercials extramurs de finals del segle xv relacionats amb el camí ral de Toledo i el camí d'Atocha, i l'existència de l'antic escorxador en el que avui és El Rastro que aprofita el gran desnivell cap a la vall del riu Manzanares per evacuar, precisament, els rastres de la sang i altres deixalles dels animals sacrificats.

## Abandó en la postguerra

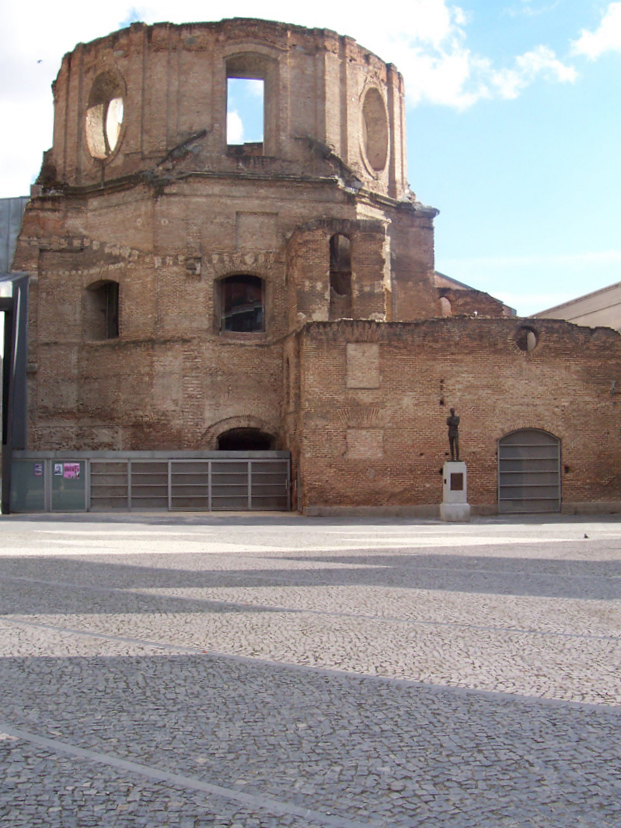
Escuelas Pías.

Lavapiés va ser des de finals del segle xv un raval, i ha mantingut aquest estatus d'abandó al llarg dels anys fins a dates recents. Dona idea del seu abandó el fet que en ell es conserva l'únic esment a la República Espanyola que existeix en un monument públic madrileny, ja que aquests esments van ser sistemàticament eliminats en els temps de Franco. Es tracta d'una inscripció a la font de la plaça de Cabestreros. També s'ha mantingut fins a temps recents en estat d'abandó la ruïna de l'Escola Pia de la plaça d'Agustín Lara: aquest edifici, com altres edificis religiosos de Madrid, va ser incendiat per partidaris de la CNT un dia després de l'esclat de la guerra civil espanyola, el 19 de juliol de 1936, després que falangistes atrinxerats en el seu interior disparessin contra els transeünts. No obstant això, a diferència dels altres edificis, es va mantenir tal com va quedar després de l'incendi fins a l'any 2002, en el qual es van aprofitar les ruïnes per construir una biblioteca.

## Transformació

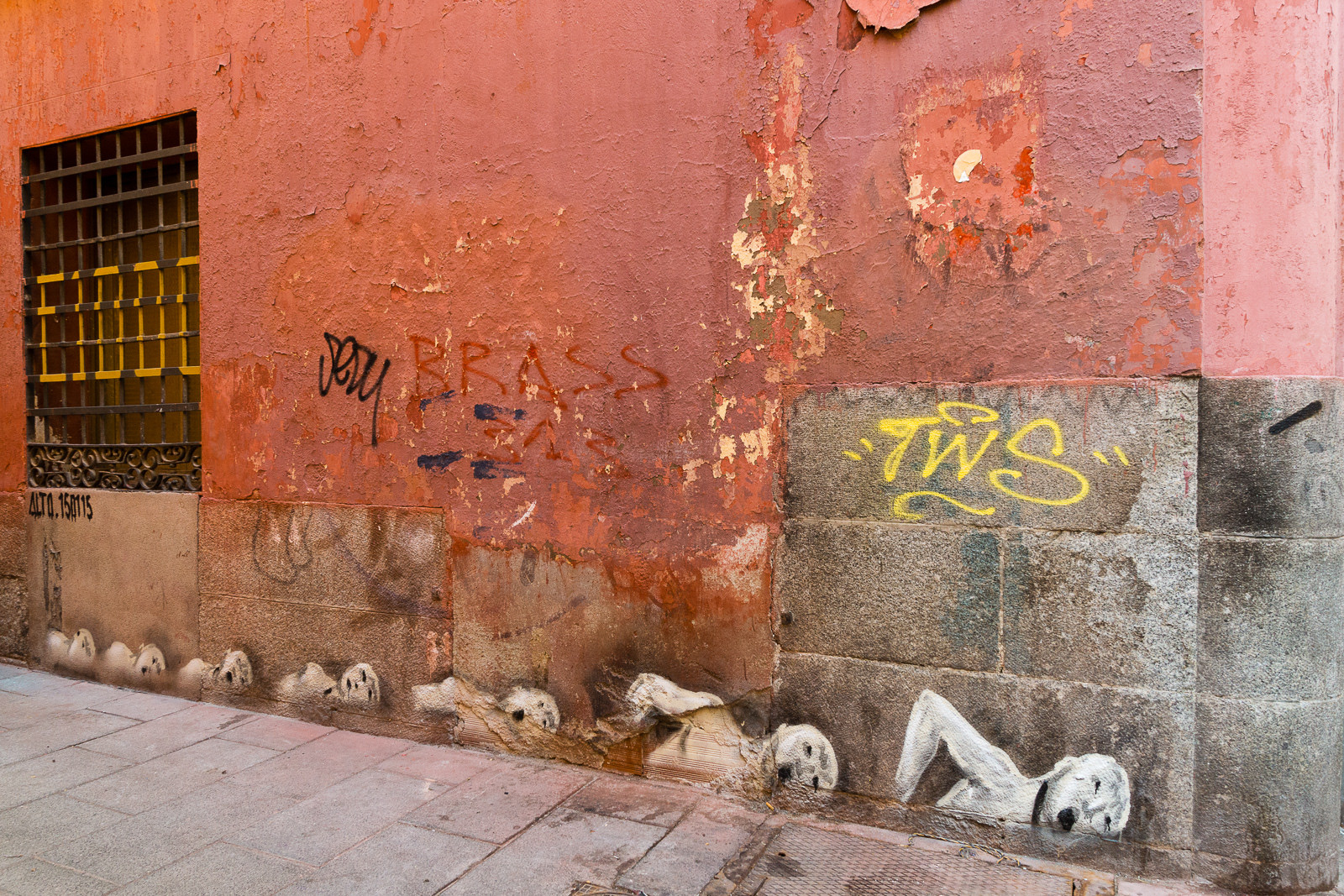
Art urbà a Lavapiés

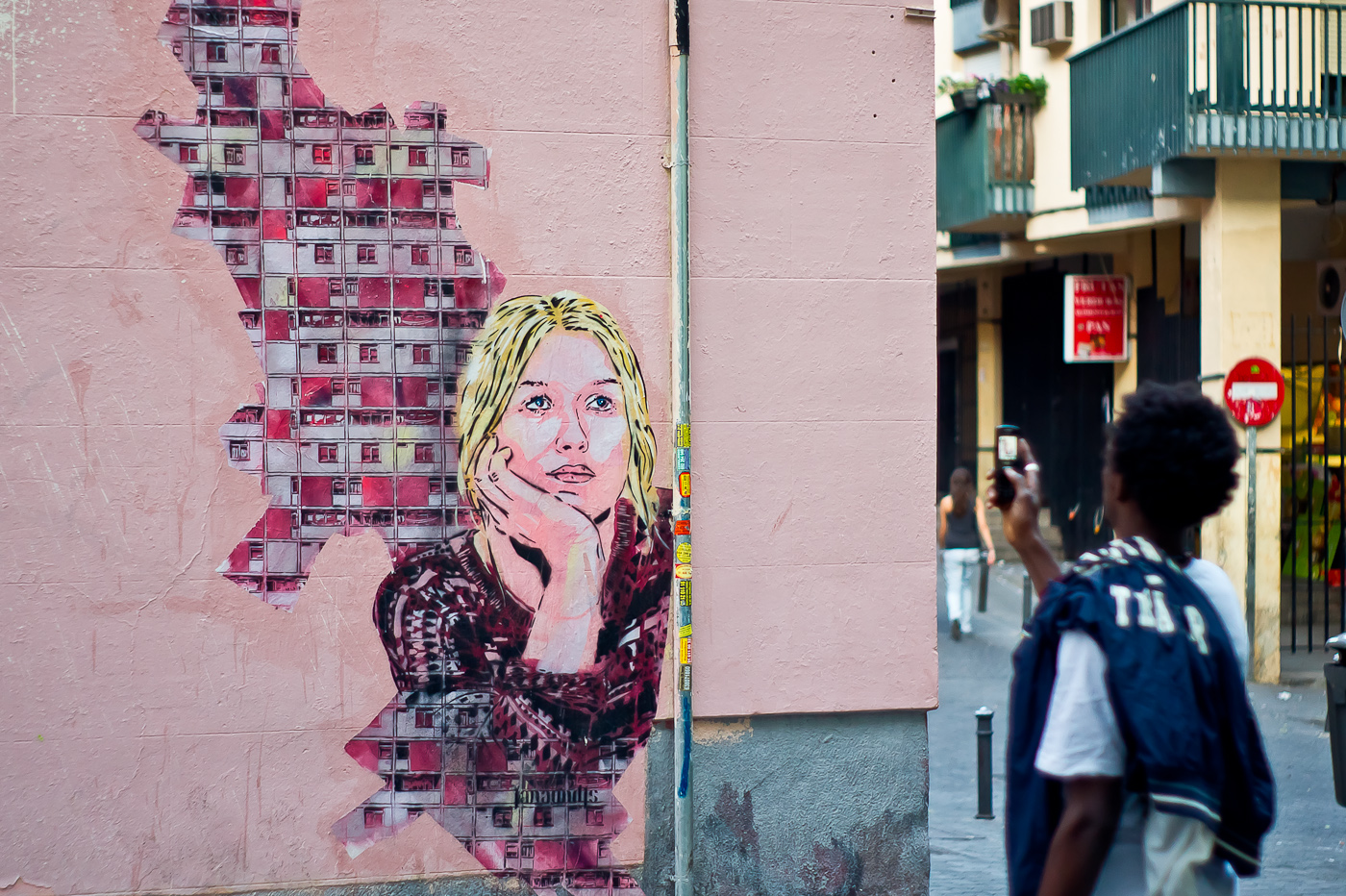
Carrer Jesús y María

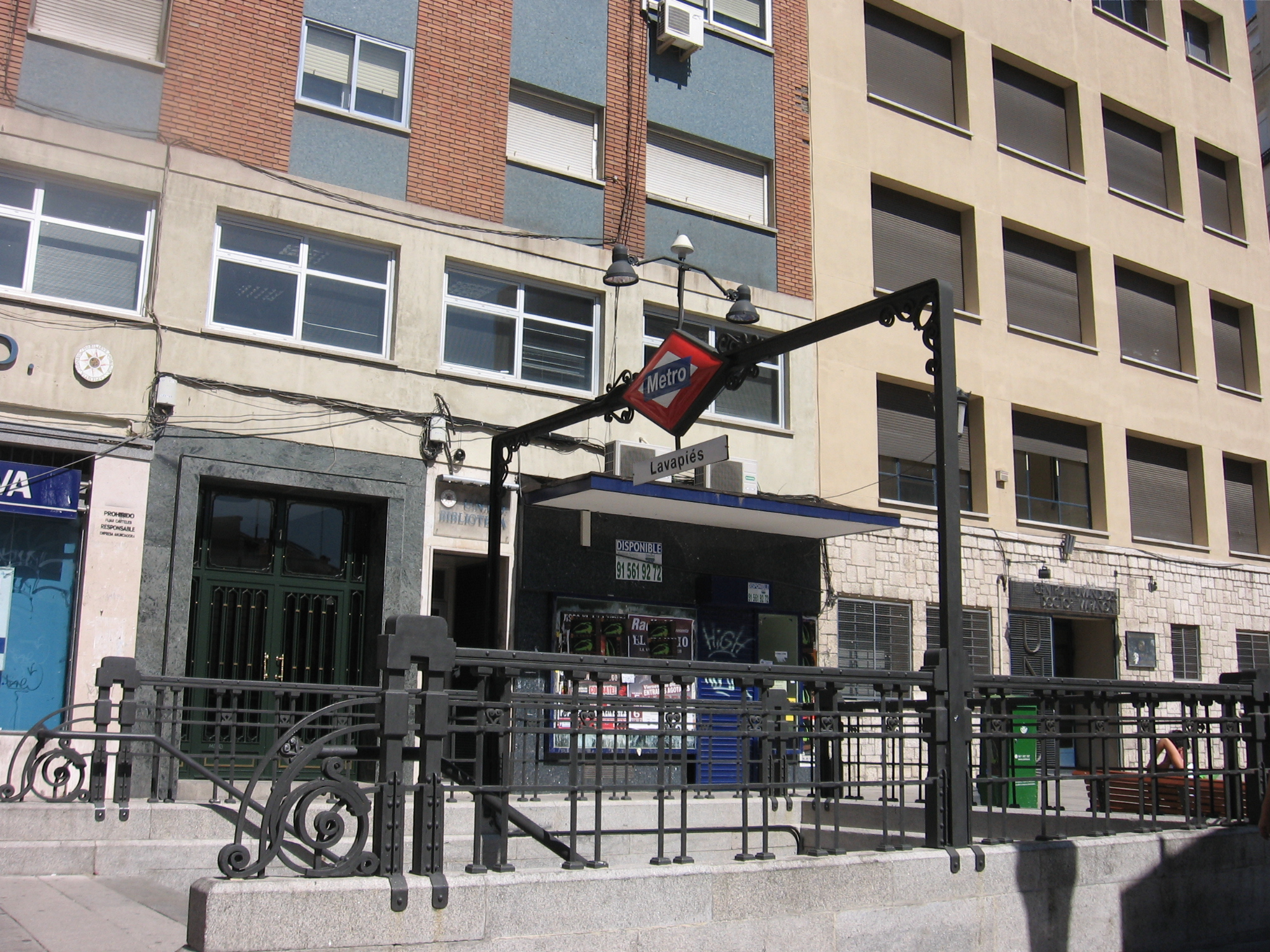
Entrada de l'estació de metro de Lavapiés

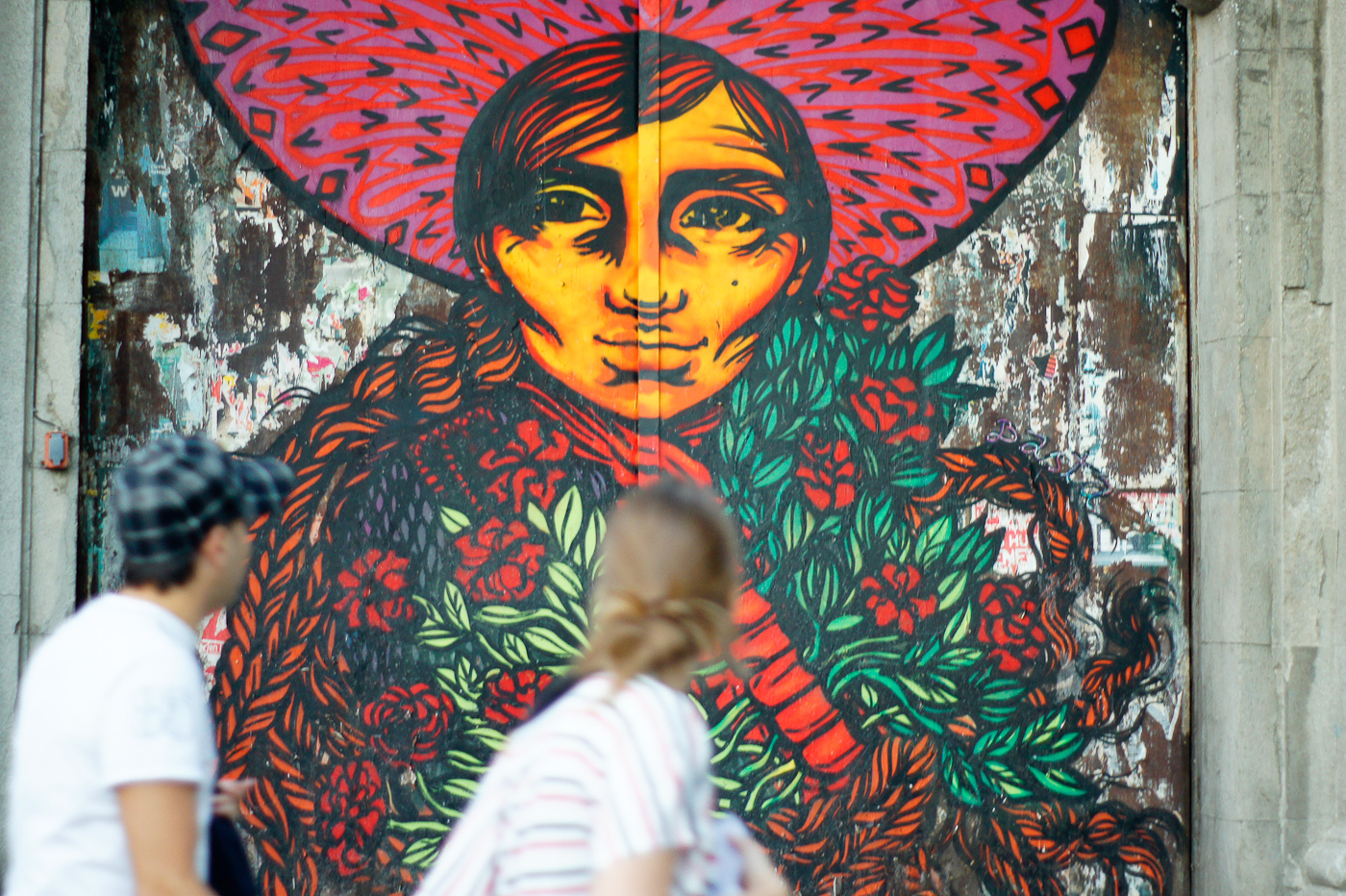
Graffiti a la porta de la Fábrica de Tabacos, la glorieta d'Embajadores

A la fi dels anys 1980 Lavapiés era un barri habitat exclusivament per gent gran, típicament en cases velles i de petites dimensions construïdes al voltant d'un pati (el que es diu corrala, encara que la seva denominació correcta és la de casa de corredor). Per això s'ha parlat de barraquisme vertical. L'abundància de cases abandonades i d'habitatges de renda baixa va atreure en els anys 80 i 90 a multitud de joves amb pocs recursos, entre ells nombrosos okupes: Lavapiés ha estat, probablement, la zona de Madrid amb major densitat de cases ocupades, i en ella van tenir lloc les primeres experiències d'ocupació de la capital. Avui dia els edificis típics de Lavapiés sofreixen una gran deterioració i deixadesa, estant molts d'ells en estat gairebé de ruïna. Al mateix temps, segueix sent el barri amb major quantitat d'associacions i moviment veïnal de Madrid.
A causa del ràpid creixement que Espanya va experimentar durant l'última dècada, un ampli grup de persones va arribar de l'estranger. A Madrid, a causa dels alts preus del lloguer a la ciutat, la tendència va ser instal·lar-se en aquest barri. Es calcula que al voltant del 50% de la població del barri és d'origen estranger. A causa d'aquesta multiculturalitat esdeveniments com l'any nou xinès o el ramadà tenen gairebé més ressonància a Lavapiés que, per exemple, el Nadal. No obstant això, la popular revetlla de les festes de San Lorenzo segueix sent l'esdeveniment més celebrat al barri de Lavapiés i amb la més alta participació veïnal.

## Veïns del barri
- L'escriptor Arturo Barea, va residir durant la seva infància i joventut en Lavapiés, assistint a l'Escola Pia, com relata en la seva autobiografia La forja de un rebelde.[11][12]
- La poetessa Gloria Fuertes va néixer a Lavapiés.[13]
- Alguns membres de la família Xoriguera: l'arquitecte Alberto Xoriguera, José Benito Xoriguera i Joaquín Xoriguera (tots ells al carrer de l'Oso).[14]
- L'historietista Carlos Giménez també és oriünd del barri,[15] on està ambientada la seva sèrie Barrio, basada en els seus records d'adolescència. La seva sèrie Malos tiempos, sobre la guerra civil espanyola, també està ambientada a Lavapiés.
- La cantant i actriu Ana Belén, va néixer al carrer de l'Oso.[16]
- Pablo Picasso va viure en el número 5 del carrer San Pedro Mártir durant la seva estada en Madrid entre 1897 i 1898.[17]
- L'actor Pepe Isbert fou veí de la mateixa casa en la que va viure Picasso.[18]

## Lavapiés en la cultura

### Música
El barberillo de Lavapiés de Francisco Asenjo Barbieri és una sarsuela ambientada al barri. Isaac Albéniz dedicà també una peça per a piano de la seva suite Iberia (quadern 3), a la que titulà «Lavapiés».

### Literatura
Arturo Barea situa diverses escenes de la seva novel·la autobiogràfica La llama (primera part de la seva trilogia La forja de un rebelde) al barri de Lavapiés, on l'autor passà la seva infantesa i joventut, en els temps de la monarquia d'Alfons XIII.
José Ángel Barrueco, escriptor zamorà instal·lat a Lavapiés, recull un calidoscopi literari de la vida al barri a obra Vivir y morir en Lavapiés.